# 佐野真一郎
佐野 真一郎（さの しんいちろう）は、日本の言語学者。慶應義塾大学商学部教授、慶應義塾大学言語文化研究所兼担所員。理論言語学賞受賞。音韻論学会理事。

## 人物・経歴
2002年獨協大学外国語学部ドイツ語学科卒業。2005年上智大学大学院外国語学研究科言語学専攻博士前期課程修了、修士（言語学）。
2006年上智大学理工学部非常勤助手。2006年度理論言語学賞受賞。2007年東京言語研究所。2009年上智大学大学院外国語学研究科言語学専攻博士後期課程修了、博士（言語学）。2010年上智大学大学院外国語学研究科言語学専攻客員研究員。2011年国際基督教大学教養学部客員准教授。
2012年名古屋大学大学院国際開発研究科客員研究員。2013年岡山県立大学デザイン学部准教授、岡山県立大学語学センター副センター長、慶應義塾大学言語文化研究所兼担所員、ラトガース大学言語学科客員研究員、上智大学国際言語情報研究所客員研究員。
2015年慶應義塾大学商学部准教授、日本音韻論学会理事。2016年国立国語研究所共同研究員。2021年慶應義塾大学商学部教授、東京外国語大学アジア・アフリカ言語文化研究所共同研究員。専門は音声学、音韻論、社会言語学、コーパス言語学。